# Caipora bambuiorum
Caipora — це вимерлий рід великих мавп Нового Світу, який жив у плейстоцені. Він містить один вид Caipora bambuiorum. Скам'янілості були знайдені лише в бразильській печері Тока-да-Боа-Віста, поруч із більшим Protopithecus. Присутність цих двох великих деревних мавп у Баїї свідчить про те, що в пізньому плейстоцені в регіоні могли бути густі ліси.

## Таксономія
Caipora bambuiorum відома з майже повного скелета майже дорослої особини, виявленого в печері Тока-да-Боа-Віста в 1992 році спелеологічною групою Grupo Bambui de Pesquisas Espeleologicas. Родова назва походить від caipora, фігури в бразильському фольклорі, тоді як видова назва була дана на честь Grupo Bambui.

## Опис
Кайпора була великою мавпою: попри недорослий вік типового зразка, її посткраніальний скелет міцніший, ніж у будь-якої живої мавпи Нового Світу, але не такий міцний, як у протопітека; особина важила близько 20.5 кілограмів. Верхні кінцівки дуже довгі, а мозковий череп більш округлий, ніж це характерно для мавп Нового Світу. Подібно до сучасних родів Ateles і Brachyteles, це, можливо, був спеціалізований підвісний альпініст.